# يو إف سي 85
يو إف سي 85: هرج ومرج (بالإنجليزية: UFC 85: Bedlam)‏ هو حدث لفنون القتال المختلطة نظمته يو إف سي، أُقيم في 7 يونيو 2008، على ذا أوه2 أرينا في لندن، المملكة المتحدة.